# Aiglepierre
Aiglepierre – miejscowość i gmina we Francji, w regionie Burgundia-Franche-Comté, w departamencie Jura.
Według danych na rok 1990 gminę zamieszkiwało 357 osób, a gęstość zaludnienia wynosiła 51 osób/km² (wśród 1786 gmin Franche-Comté Aiglepierre plasuje się na 408. miejscu pod względem liczby ludności, natomiast pod względem powierzchni na miejscu 639.).